# Venom
Venom (с англ. — «Яд/злоба») — британская метал-группа, образованная в 1979 году. Наряду с Motörhead, оказавшими на Venom самое непосредственное влияние, считается одной из прото-трэшевых команд, но при этом, как и Mercyful Fate, относится к первой волне блэк-метала. Venom одними из первых начали использовать сатанинскую тематику текстов и сатанинскую символику на сцене, хотя позднее участники группы заявляли, что это был коммерческий ход, и они не являются приверженцами сатанизма. Многие трэш, блэк и дэт-метал-группы, такие как Mayhem, Slayer, Anthrax, Testament, Exodus, Morbid Angel, Sepultura, Celtic Frost, Metallica, Megadeth черпали вдохновение в песнях Venom. Песня «Mayhem with Mercy» (с англ. «Милостиво изувечить») дала название известной блэк-метал группе Mayhem.

## История группы

### Ранние годы (1978—1981)
В первоначальный состав вошли участники трех разных групп: Guillotine (с англ. Гильотина), Oberon и Dwarf Star (с англ. Карликовая звезда). Первоначальный состав группы Guillotine был такой: Джеффри Данн и Дейв Ратерфорд исполняли гитарные партии, Дин Хьюитт — басовые, Дейв Блэкман — вокальные и Крис Мёркейтер — барабанные. Блэкман и Мёркейтер были заменены на барабанщика Энтони Брея (род. 17 сентября 1957 года в Ньюкасле) и вокалиста Клайва Арчера из группы Oberon. Вскоре басиста Дина Хьюитта сменил Алан Уинстон. В это время родилось название «Venom». Поздней осенью 1979 года Конрад Лант, ранее игравший в группах Dwarf Star и Album Graecum, занял место Дейва Ратерфорда. После увольнения Уинстона Лант стал исполнять бас-гитарные партии. Члены группы взяли себе новые сценические псевдонимы. Арчер стал зваться «Jesus Christ» (Иисус Христос), Лант — «Mr. Cronos» (Мистер Кронос), Брей — «Tony Abaddon» (Тони Абаддон), Данн — «Jeff Mantas» (Джефф Мантас).
Основное влияние на образовавшуюся группу оказали Black Sabbath, Judas Priest, Motörhead и KISS. Участники Venom упомянули, что источником вдохновения для них служили также: Queen, The Who, Deep Purple, Sex Pistols, Van Halen, The Tubes и The Rolling Stones.
С самого начала карьеры Venom часто использовали сатанинскую тематику текстов и символику, однако участники группы не были сатанистами и использовали такой имидж, чтобы шокировать зрителя. Музыкальный критик Брэдли Торрино назвал группу «насмешливой».
В апреле 1980 года группа записала пластинку с тремя песнями: «Angel Dust» (с англ. «Ангельская пыль»), «Raise the Dead» (с англ. «Воскрешение мертвых») и «Red Light Fever» (с англ. «Бордельная лихорадка»). Вскоре после этого были записаны еще 6 песен (на их запись было потрачено всего 50 фунтов). В песне «Live Like an Angel» (с англ. «Живи как ангел»), Конрад Лант взял на себя обязанность вокалиста. Вскоре Арчер покинул группу, и Venom превратилась в трио.

### Классический состав (1981—1986)
Первым выпуском Venom стал сингл «In League with Satan»/«Live Like an Angel» (с англ. «В союзе с Сатаной»/«Живи как ангел»), изданный на лейбле Neat Records. В том же году они выпустили свой первый полноформатный альбом «Welcome to Hell» (с англ. «Добро пожаловать в Ад»).
Хотя качество записи плохое, а музыка на альбоме сомнительного качества, выпуск Welcome to Hell был отличным ходом для того времени. Venom были быстрее и тяжелее, чем большинство их групп-современников. Хотя сатанизм и другие мрачные темы встречались в тяжелой музыке, они не были так выразительны, как у Venom. Лант сказал, что такое «торжество зла» было вызвано желанием «переплюнуть» таких музыкантов, как Оззи Осборн из Black Sabbath, который «пел о злых вещах и раскрывал тёмные образы, но испортил всё фразой „Oh, no, no, please, God, help me!“ (с англ. „О, нет, нет, пожалуйста, Боже, помоги мне!“)»
Второй альбом группы, названный «Black Metal» (с англ. «Черный металл») оказал важнейшее влияние на развитие блэк-метала, трэш-метала, дэт-метала и связанных с ними стилей (часто их объединяют под названием «экстремальный метал»). Множество определяющих элементов данных жанров было впервые использовано в песнях, написанных Конрадом Лантом с его уникальным вокалом, а также гитарными ритм и соло-партиями Джеффри Данна. Хотя позже группу назовут важной, ни один из её первых двух альбомов не продавался хорошо со своего первого выпуска. В то время, как многие из их британских коллег стали знаменитыми или получили благосклонность критиков (или отошли от метала к хард-року, как Def Leppard), критики всё ещё называли Venom «тремя клоунами».
Пытаясь доказать, что они серьёзно занимаются музыкой, Venom записали At War with Satan (с англ. «Воюя с Сатаной») в 1984 году. Эпичная 20-минутная заглавная песня с элементами прогрессивного рока заняла всю первую сторону пластинки. На второй стороне были скоростные «боевички», которыми знаменита группа. В 1985 году Venom выпускают четвертый альбом, названный Possessed (с англ. «Одержимые»). Он не был так успешен, как предыдущие альбомы. Вскоре Данн покинул группу, решив заняться сольной карьерой.

### Смены в составе и уход Ланта (1987—1996)
Два гитариста: Майк Хики и Джим Клэр заменили Данна. Пятый альбом группы — «Calm Before the Storm» (с англ. «Затишье перед бурей») вышел в 1987 году. На нём группа отошла от сатанинской тематики в угоду фэнтезийному материалу в стиле Толкина. Даже «Possessed» получил больший успех, чем этот альбом, и Лант, Клэр и Хики покинули Venom, после чего ушли в гастроли с сольным проектом Конрада Ланта — Cronos.
Брей остался в группе один, но он смог уговорить компанию Music for Nations выпустить новый альбом Venom на лейбле Under One Flag с использованием демо-песен с Deadline, которые были записаны с предыдущим составом, но никогда не были выпущены. В 1988 году Брей предложил исполнять вокальные и басовые партии Тони Долану из группы Atomkraft. Брей и Долан написали новый материал, после чего в группу вернулся Данн и пришел ритм-гитарист Эл Барнс. Вместе они записали Prime Evil, (с англ. «Древнее зло») в 1989 году, Tear Your Soul Apart (с англ. «Разрывая твою душу») в 1990 и Temples of Ice (с англ. «Храмы льда») в 1991, после чего Барнс покинул группу и его заменил Стив Уайт, ранее игравший в Atomkraft. Они выпустили The Waste Lands (с англ. «Затерянные земли») в 1992 году. Он также не принёс успеха. Music for Nations отказал в выпуске следующих альбомов. Ушли Долан и Данн, и Venom окончательно распался. Брей продолжал выпускать компиляции и живые записи до 1995 года.

### Воссоединение классического состава (1995—1999)
В 1995 году Лант, Данн и Брей воссоединились и стали хедлайнерами фестиваля Waldrock Festival в июне 1995 года. Они записали и собственными силами выпустили мини-альбом Venom '96. В него вошли четыре перезаписанных и одна новая песня, записанные на лейбле SPV. Следующей записью группы стал альбом Cast in Stone (с англ. «Высеченные на камне»), выпущенный в 1997 году. На него вошёл новый материал и перезаписанные песни, выпущенные группой в ранних 80-х.

### Позднее творчество (1999 — настоящее время)
Брей покинул Venom в 1999 году. Его заменил брат Конрада Ланта — Энтони, под псевдонимом «Antton». В 2000 году в этом составе был выпущен Resurrection (с англ. «Воскрешение») на лейбле SPV. Тем не менее, в 2002 году Данн опять покинул группу, и его заменил вернувшийся Хики. В конце 2005 года Venom выпустили 4-дисковый бокс-сет MMV, на который вошли: эксклюзивный мини-плакат «Семидневное европейское турне с Metallica», 60-страничную книгу с картинками и интервью. На диски вошли: хорошо известные песни, а также их демо-версии; редкие живые записи и ауттейки (песни, которые не вошли на альбомы). Позже группа выпустила альбом Metal Black.
В 2007 году Хики был заменен на гитариста с псевдонимом «La Rage». В следующем году в этом составе был записан и выпущен Hell (с англ. «Ад»). Энтони Лант покинул группу, сконцентрировавшись на своей группе DEF-CON-ONE. Его заменил барабанщик Дэнни «Dante» Нидем. 28 ноября 2011 года группа выпустила Fallen Angels (с англ. «Падшие ангелы»).
В том же составе группа в 2015 году выпускает новый альбом «From the Very Depths».

## Жанр
Venom были одним из первых воплощений экстремального метала и повлияли на многие трэш-метал, блэк-метал, дэт-метал-группы, но жанр, в котором играет группа, был предметом обсуждения. Разные журналы определяли его по-разному. Больше всего как блэк-метал, трэш-метал и спид-метал.

## Состав
Нынешние участники
- Конрад «Cronos» Лант — бас-гитара, вокал (1979—1987, 1995 — настоящее время)
- Стюарт "La Rage" Диксон — гитара (2007 — настоящее время)
- Дэнни «Dante» Нидем — ударные (2009 — настоящее время)

Бывшие участники
- Энтони «Abaddon» Брей — ударные (1979—1999)
- Джеффри «Mantas» Данн — гитара (1979—1986, 1988—2002)
- Клайв «Jesus Christ» Арчер — вокал (1979—1980)
- Майк «Mykus» Хики — гитара (1986—1987, 2005—2007)
- Джим Клэр — гитара (1986—1987)
- Тони Долан — вокал, бас-гитара (1988—1992)
- Аластер «Big Al» Барнс — гитара (1988—1991)
- Стив «War Maniac» Уайт — гитара (1992)
- Энтони Лант — ударные (2000—2009)

## Дискография

### Полноформатные альбомы
| Год  | Название              | Лейбл                       |
| ---- | --------------------- | --------------------------- |
| 1981 | Welcome to Hell       | Neat Records                |
| 1982 | Black Metal           | Neat Records Combat Records |
| 1984 | At War with Satan     | Neat Records Combat Records |
| 1985 | Possessed             | Combat Records              |
| 1987 | Calm Before the Storm | Filmtrax                    |
| 1989 | Prime Evil            | Under One Flag              |
| 1991 | Temples of Ice        | Under One Flag              |
| 1992 | The Waste Lands       | Music for Nations           |
| 1997 | Cast in Stone         | SPV/Steamhammer             |
| 2000 | Resurrection          | SPV/Steamhammer             |
| 2006 | Metal Black           | Sanctuary Records           |
| 2008 | Hell                  | Sanctuary Records           |
| 2011 | Fallen Angels         | Universal Music Int         |
| 2015 | From the Very Depths  | Spinefarm Records           |
| 2018 | Storm the Gates       | Spinefarm Records           |

### Мини-альбомы
- American Assault (1985)
- French Assault (1986)
- Japanese Assault (1985)
- Nightmare (1985)
- Canadian Assault (1985)
- Scandinavian Assault (1986)
- German Assault (1987)
- Italian Assault (1987)
- Tear Your Soul Apart (1990)
- Venom '96 (1996)

### Демо
- Demon (1980)
- To Hell and Back (1982)

### Синглы
- In League with Satan (1981)
- Bloodlust (1982)
- Die Hard (1983)
- Manitou (1984)
- Warhead (1984)
- Nightmare (1985)
- Antechrist (2006)

### Концертные альбомы
- Official Bootleg (1985)
- Eine Kleine Nachtmusik (1986)
- The Second Coming (1997)
- Bitten (2002)
- Witching Hour (2003)

### Сборники
- From Hell to the Unknown… (1985)
- The Singles 80—86 (1986)
- Acid Queen (1991)
- The Book of Armageddon (1992)
- In Memorium 1981—1994 (1994)
- Leave Me in Hell (1993)
- Skeletons in the Closet (1993)
- Black Reign (1996)
- New Live & Rare (1998)
- From Heaven to the Unknown (1999)
- Old New Borrowed & Blue (1999)
- Buried Alive (1999)
- The Collection (2000)
- Court of Death (2000)
- Formation of the Wicked (2001)
- The Venom Archive (2001)
- Greatest Hits & More (2001)
- Darkest Hour (2002)
- Kissing the Beast (2002)
- Welcome to Hell (2002)
- Triple Dose of Venom (2002)
- Lay Down Your Soul! (2002)
- In League with Satan (2003)
- The Seven Gates of Hell — Singles 1980—1985 (2003)
- MMV — BoxSet (2005)